# Vilanova de Prades
Vilanova de Prades es un municipio y localidad española de la provincia de Tarragona, en la comunidad autónoma de Cataluña. El término municipal, ubicado en la comarca de la Cuenca de Barberá, tiene una población de 111 habitantes (INE 2024).

## Historia
Aparece citado por primera vez en la carta de población de Prades de 1159. A mediados del siglo XII, Ramón Berenguer IV lo cedió al capellán de la Espluga de Francolí, Pere de Pinós. Cuatro años más tarde, Alfonso el Casto, rey de Aragón y conde de Barcelona, lo entregó a un sobrino del capellán, Pere de Savallà. Le impuso como condición la de que construyera en el lugar una fortaleza y que se encargara de su repoblación. En el 1324, Vilanova quedó integrada dentro del condado de Prades.
A mediados del siglo XIX, el lugar tenía contabilizada una población de 194 habitantes. Aparece descrito en el decimosexto volumen del Diccionario geográfico-estadístico-histórico de España y sus posesiones de Ultramar de Pascual Madoz de la siguiente manera:

VILANOVA ó VILLANUEVA DE PRADES: l. con ayunt. en la prov. y dióc. de Tarragona (8 leg.), part. jud. de Falset (2), aud. terr., c. g. de Barcelona (21). sit. al pie de la sierra de la Lina con buena ventilacion, y clima saludable. Tiene 70 casas, igl. parr. (La Transfiguracion) servida por un cura de primer ascenso, de provision real y ordinaria; y una capilla (San Antonio de Padua), sit. estramuros de la pobl. El térm. confina con Pobla de Ciérvoles, prov. y part. de Lérida, Vallclara del de Montblanch, Prades, Albarca y Ulldemolins. El terreno es de monte escabrosísimo; corre por él un riach. que va á desaguar en el Ebro, y le cruzan varios caminos locales, de herradura. El correo se recibe de Cornudella. prod. cereales, legumbres, vino, patatas, castañas, bellotas y hortalizas; cria ganado lanar y de cerda, y caza de perdices, conejos y liebres. ind. molinos de harina, y fáb. de aguardiente. pobl.: 50 vec., 194 alm. cap. prod.: 1.394,124. rs. imp.: 45,282.
(Madoz, 1850, p. 73)

## Demografía
Cuenta con una población de 111 habitantes (INE 2024).
| Gráfica de evolución demográfica de Vilanova de Prades entre 1842 y 2021                                              |
| |
| Población de derecho según los censos de población del INE. Población de hecho según los censos de población del INE. |

## Economía
La principal actividad económica es la agricultura. Destacan el cultivo de avellanos, castaños y almendros. A lo largo del río Montsant se pueden ver algunos molinos de agua, hoy en día inactivos.
El turismo es la otra fuente de economía. Se puede encontrar una casa rural, un albergue y un camping.

## Patrimonio

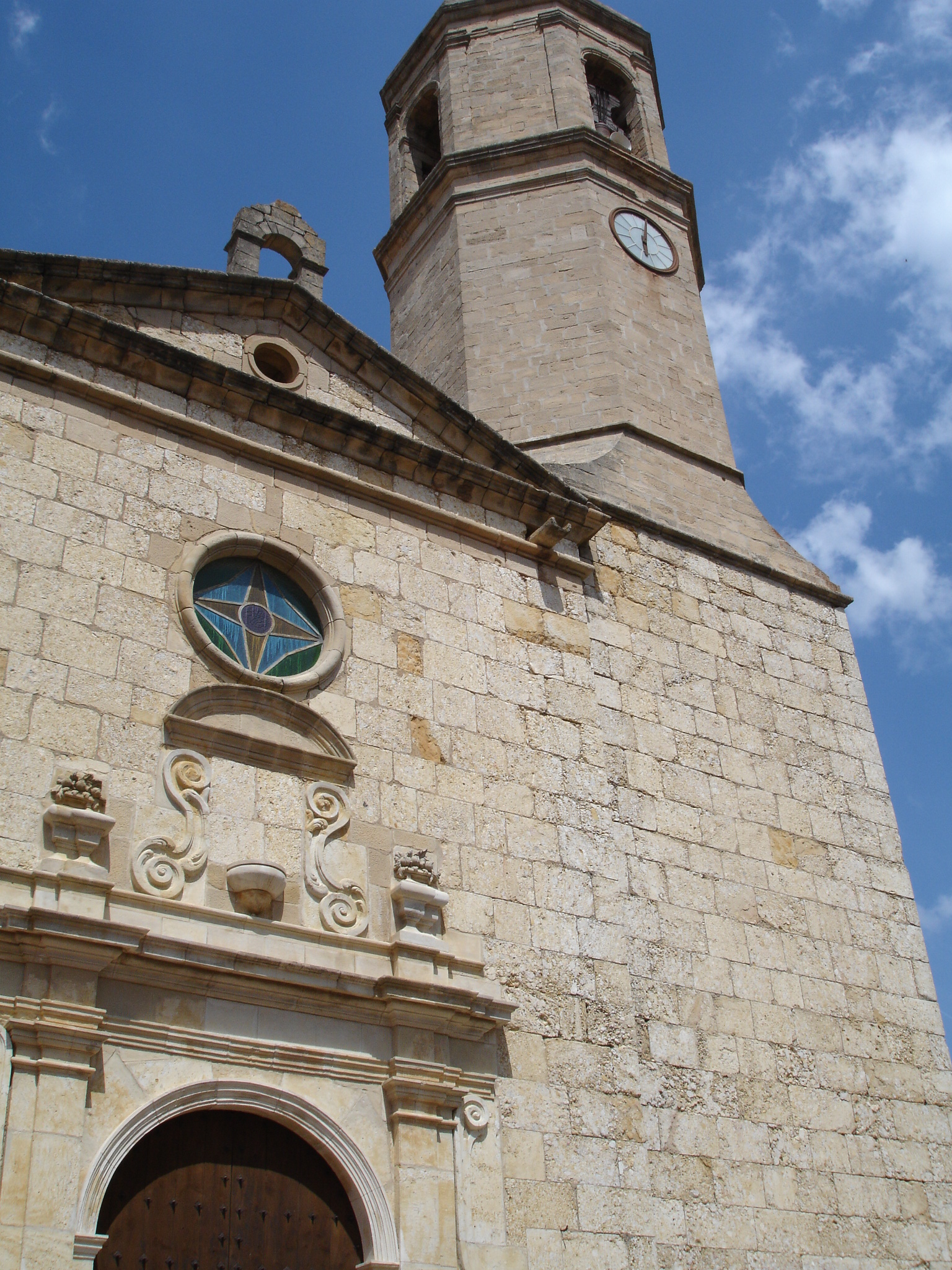
Iglesia de San Salvador

La iglesia parroquial está dedicada a San Salvador. Fue construida en el siglo XVIII y es de estilo barroco. En su interior se encontraba un retablo que fue destruido durante la Guerra Civil. Algunas de las casas del pueblo datan de los siglos XVI, XVII y XVIII y han conservado sus portaladas con dovelas. 
La ermita dedicada a San Antonio de Padua, que se encuentra muy cerca del cementerio del pueblo, es del siglo XIX. Fue saqueada por completo durante la guerra civil aunque aún pueden verse algunos elementos de decoración. Según cuenta la tradición, fue construida por tres mujeres que se salvaron de la peste.

## Fiestas
La fiesta mayor se celebra el primer fin de semana del mes de agosto. En octubre tiene lugar la fiesta de la castaña.